# نیکولای تیخونوف
نیکولای الکساندرویچ تیخونوف (روسی: Николай Александрович Тихонов؛ ۱۴ مهٔ ۱۹۰۵ – ۱ ژوئن ۱۹۹۷) یک سیاست‌مدار اهل روسیه و نخست وزیر شوروی بود. تیخونوف از اقتصاددانان برجسته شوروی بود که توانست در اوایل دهه ۱۹۸۰ تا حدی اقتصاد شوروی را رونق دهد.
او که در رشته مهندسی تحصیل کرده بود در سال ۱۹۵۵ معاون وزارت فلزات گشت و در ۱۹۶۳ به معاونت سازمان برنامه شوروی رسید. تیخونوف در سال ۱۹۶۵ نائب رئیس شورای وزیران گشت و پس از استعفا آلکسی کاسیگین در ۱۹۸۱ به سمت نخست وزیری شوروی رسید که تا سال ۱۹۸۵ و هنگامی که گورباچف به دبیر کلی حزب کمونیست رسید در این سمت باقی ماند. پس از به قدرت رسیدن گورباچف و طی اقداماتی که به برژنف زدایی معروف شد تیخونوف از سمت خود برکنار گشت. نیکولای تیخونوف در ۱ ژوئن ۱۹۹۷ در سن ۹۲ سالگی درگذشت.
وی همچنین برنده جوایزی همچون نشان لنین شده است.